# NGC 983
NGC 983 (= NGC 1002) è una galassia a spirale barrata situata nella costellazione del Triangolo, a una distanza di circa 217 milioni di anni luce dalla nostra Via Lattea.

## Scoperta
La galassia è stata scoperta il 13 dicembre 1871 dall'astronomo francese Édouard Stephan. La stessa galassia è stata nuovamente osservata da Stephan nel 1881 e questa nuova osservazione è stata aggiunta al New General Catalogue con la designazione NGC 1002, che è quindi del tutto equivalente a NGC 983.

## Descrizione
NGC 983 ha una classe di luminosità II e presenta una larga riga a 21 cm dell'idrogeno neutro.

## Gruppo di NGC 973
NGC 983 (= NGC 1002) fa parte di un gruppo di galassie di almeno 20 membri, il Gruppo di NGC 973. Le altre galassie del New General Catalogue che fanno parte del Gruppo di NGC 973 sono NGC 969, NGC 973, NGC 974, NGC 987 e NGC 1067.